# Evinos
Evinos (grčki: Εύηνος) je rijeka u središnjoj Grčkoj u prefekturi Etolija-Akarnija.  Rijeka izvire na granici prefektura Etolija-Akarnija, Euritanija, Ftiotida i Fokida u planini Vardousia, rijeka je duga svega 100 km.  
Ovu rijeku prvi spominje pisac Homer i dobro je znana za antičkih vemena. 
Danas je na rijeci podignuta brana i veliko akomulaciono jezero Jezero Evinos, koje je veliko 10 km² i služi za opskrbu pitkom vodom, ovog dijela Grčke, pa i glavnog grada zemlje Atene (podzemnim kanalom dugim 30 km).  Rijeka teče šumovitim dolinama do svog uvira u Jonsko more kraj grada Mesolongija u Patraskom zaljevu. 

## Vanjske poveznice
- O rijeci Evinos na stranicama GTP-a (grč.) (engl.)